# 忽雷架
忽雷架（こつらいか）、忽雷架式（こつらいかしき）とは、陳氏太極拳（第一路頭套拳）の拳架（スタイル）の一種。
また、陳氏太極拳とは独立した全く別のスタイルの太極拳門派であるという異説もある太極拳。
その歴史は通説では、陳氏小架式を伝えた陳氏一族の陳有本（陳氏十四世）の弟子で、甥であった陳清萍によって始められた、趙堡架式を原型に作られた套路（型）と練法であったという。
創始者は陳清萍の弟子の李景炎。
その特徴は小架式・趙堡架式の拳風を受け継いだような動作に緩急差を強調した、太極拳としては異例の激しく剛猛でスピーディーな動作が特徴的である。
忽雷架の「忽雷」とは閃電の意味がある。
また忽雷架式は修行者の練度によって段階式に教授され（10段階とも15段階ともいわれている）、各段階ごとの套路の拳風は著しく変化することも特徴的である。
最終段階といわれる悪形架に至ると、技は定式の意味に縛られず、無形となるという。
また陳氏小架式と新架式、忽雷架式は学習者に混同され易いが、本来は全く別なスタイルである。